# Anders Broström (ishockeyspelare född 1973)
Anders Broström, född 15 juni 1973 i Åhus, är en svensk före detta professionell ishockeyspelare. Han har spelat i en rad värmländska klubbar; IFK Munkfors, Sunne IK och Grums IK.